# Marie-Galante
Marie-Galante és una illa del Mar Carib que forma part del Departament d'Ultramar Francès de Guadalupe, de la que es troba a 30 km, amb una superfície d'aproximadament 158,01 km² i una població de 12.009 habitants en 2004.

## Història
Anomenada Aulinagan o Aichi pels indígenes kali'na i Tulukaéra pels arawak, va ser batejada amb el nom de María Galante pel navegant Cristòfor Colom el 3 de novembre de 1493, ja que així era com s'anomenava una de les seves caravel·les, durant el seu segon viatge a les Índies Occidentals. Fou ocupada en 1635 en nom de França per la Compagnie des Îles de l'Amérique. Els francesos hi van portar esclaus i van desenvolupar una economia sobre la base de l'explotació de la canya de sucre, però actualment l'activitat més important és el turisme.

## Demografia
Marie Galante comptava el 1946 amb 30.000 habitants. Fortament marcada per l'èxode massiu del seu jovent vers la « Guadalupe continental » i la Metròpoli, l'illa només comptava el 2006 amb 12.009 habitants. Aquesta caiguda de la població és lligada a la lenta agonia de l'economia sucrera en els darrers anys.
- Llista dels municipis de Marie-Galante

| Rang | Municipi    | Pop. (2006) | Superfície(km²) | Densitat |
| ---- | ----------- | ----------- | --------------- | -------- |
| 1    | Grand-Bourg | 5.707       | 55,54           | 103      |
| 2    | Capesterre  | 3.469       | 46,19           | 75       |
| 3    | Saint-Louis | 2.833       | 56,28           | 50       |